# Karl Gass
Pour les articles homonymes, voir Gass.
Karl Gass, né à Mannheim (Grand-duché de Bade) le 2 février 1917 et mort à Kleinmachnow (Allemagne) le 29 janvier 2009, est un réalisateur allemand de films documentaires, connu pour être l'initiateur du projet Die Kinder von Golzow, un documentaire qui suit les enfants d'une classe de Golzow de l'âge d'une douzaine d'années jusqu'à leur cinquantenaire et considéré, en 2015, comme le documentaire le plus long de l'histoire du cinéma.

## Biographie
Karl Gass, en plus d'être réalisateur de films documentaires, réalise aussi des reportages et des portraits de personnalités et exerce diverses fonctions administratives dans l'industrie du cinéma est-allemand. Il a réalisé plus de 120 documentaires parmi les plus importants de la RDA et est un pionnier de la DEFA dans le domaine du documentaire.
Il est aussi animateur de télévision, journaliste et auteur.
Karl Gass a été le conjoint de Gitta Nicke.